# Echinogorgia abietina
Echinogorgia abietina är en korallart som beskrevs av Kükenthal 1919. Echinogorgia abietina ingår i släktet Echinogorgia och familjen Plexauridae. Inga underarter finns listade i Catalogue of Life.